# Estigmene lineata
Estigmene lineata är en fjärilsart som beskrevs av Butler 1875. Estigmene lineata ingår i släktet Estigmene och familjen björnspinnare. Inga underarter finns listade i Catalogue of Life.